# Marino Corder
Marino Corder (Ponte di Piave, 28 novembre 1929 – Treviso, 15 febbraio 1988) è stato un politico italiano.

## Biografia
Segretario provinciale della Democrazia Cristiana a Treviso dal 1968 al 1976, è stato deputato della DC per tre legislature dalla VII alla IX (dal 1976 al 1987), fu sottosegretario di Stato all'Interno in vari governi. 
Mori nel 1988, all'età di 58 anni, a causa di una fibrosi polmonare cistica.